# Musée Archéologique de Nice-Cimiez

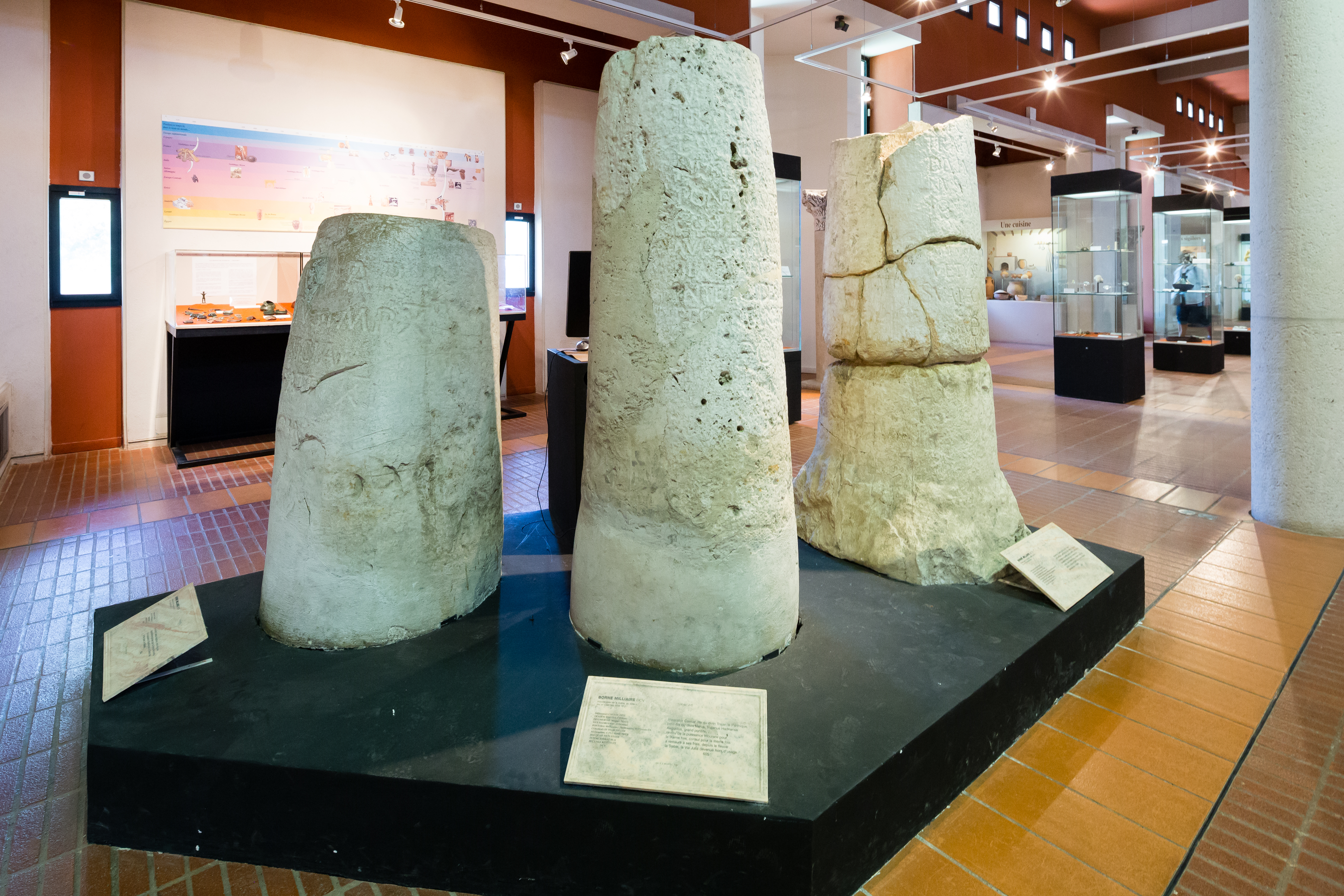
Blick ins Innere des Museums

Das Musée Archéologique de Nice-Cimiez ist ein archäologisches Museum im Stadtteil Cimiez, einem heute durch Villen geprägten Vorort von Nizza. Zu dem Museum gehört ein direkt daneben liegender archäologischer Park mit Siedlungsspuren des römischen Cemenelum, aus dem sich der Begriff Cimiez entwickelt hat.

## Museum
Das Museum zeigt Funde aus der Jungsteinzeit, der Bronzezeit, der im 5. Jahrhundert v. Chr. begonnenen griechischen Besiedlung des damaligen Nikaia und der später folgenden römischen Zeit bis hin zu frühmittelalterlichen Funden. Ein Schwerpunkt der Sammlungen beschäftigt sich mit der Geschichte und der Funktion der Thermen und der römischen Bestattungskultur. Baumodelle erklären die verschiedenen Bauphasen der Thermen. Zudem werden eine große Zahl von Gefäßen aus griechischer und römischer Zeit sowie Waffen und Schmuck gezeigt.

## Archäologischer Park
Außerhalb des eingezäunten Bereichs und somit frei zugänglich liegt das Amphitheater, das bis zu 5000 Besucher Platz geboten haben soll. Heute wird es zumindest einmal jährlich für ein Jazz-Festival genutzt. Innerhalb des zum Museum gehörenden eingezäunten Bereich liegen die Thermenanlagen. Der am besten erhaltene Teil der Anlagen ist der noch gut erhaltene Saal des Frigidariums (Kaltbad) der Magistratstherme im Norden des Parks. Im 5. nachchristlichen Jahrhundert wurde ein Teil der Anlage für die Bischofskirche mit Baptisterium umgewandelt.

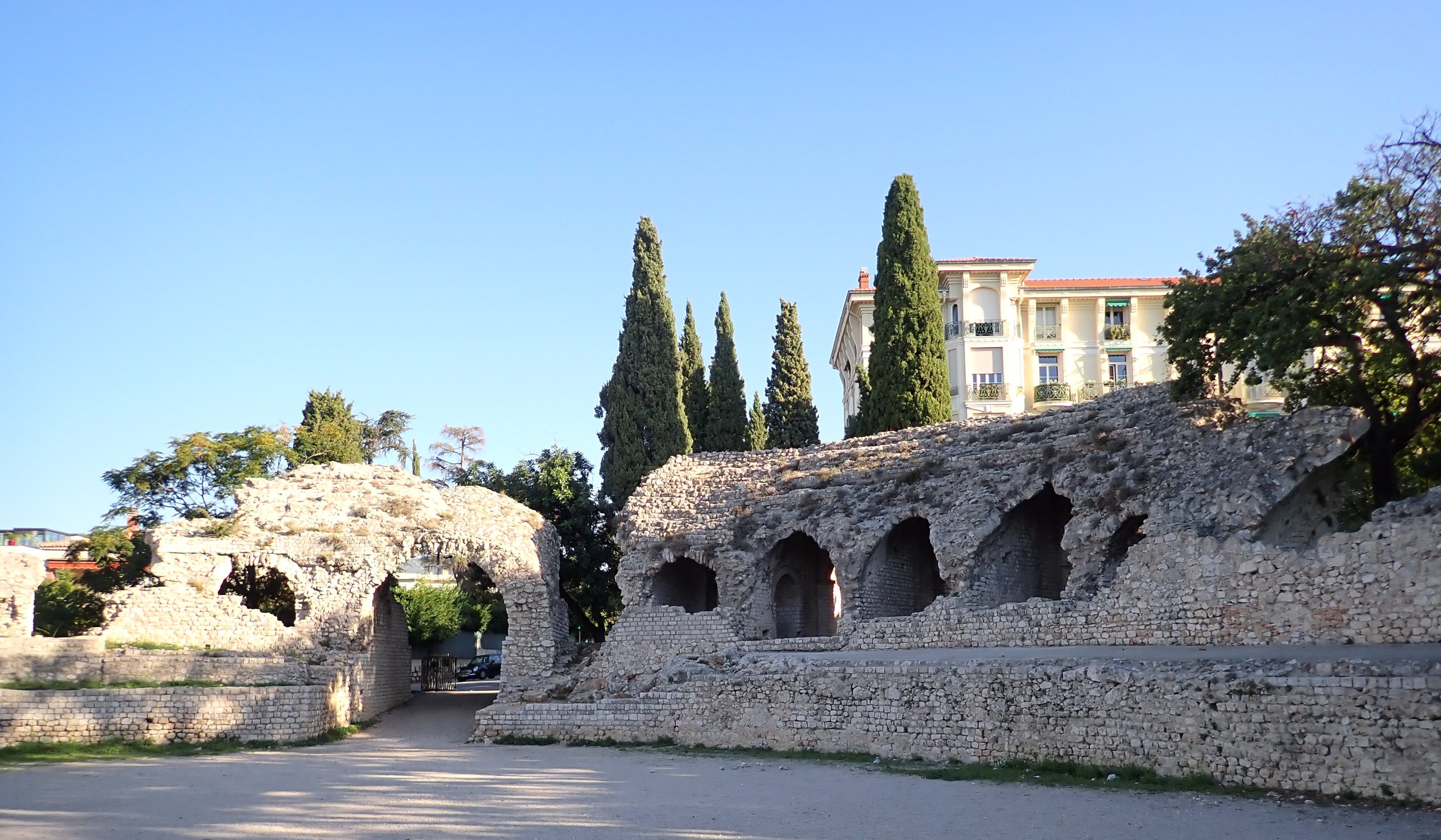
Amphitheater in Cimiez

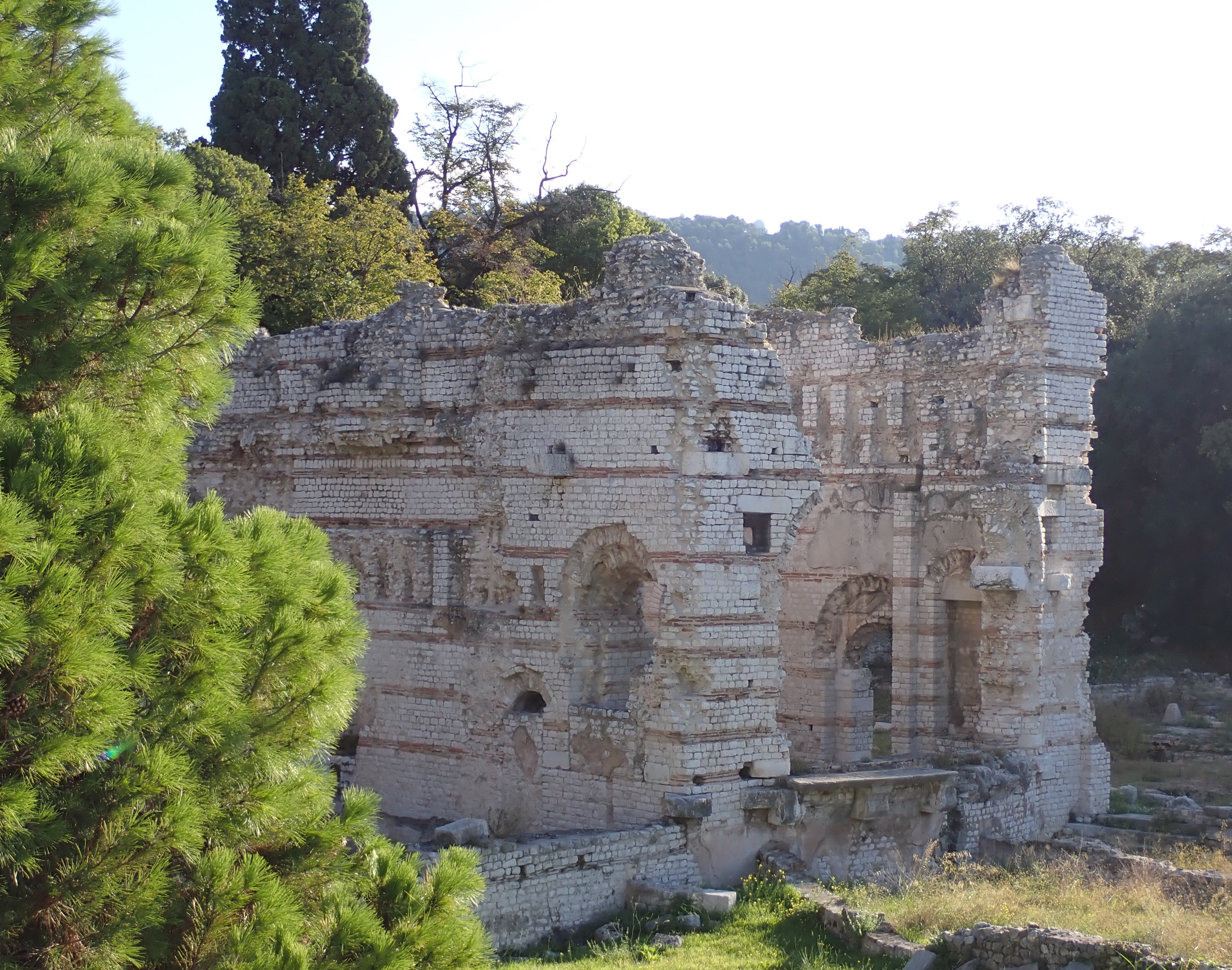
Magistratstherme in Cimiez